# Албареа (Торино)
Албареа (итал. Albarea) је насеље у Италији у округу Торино, региону Пијемонт.
Према процени из 2011. у насељу је живело 7 становника. Насеље се налази на надморској висини од 809 м.